# Turn It Up (Paris Hilton)
Turn It Up è il secondo singolo americano di Paris Hilton, tratto dall'album Paris. Pubblicato nell'agosto del 2006 ottenne un vasto successo nelle discoteche americane.

## Tracklist e formati
- Maxi CD single

1. "Turn It Up" - 3:11
2. "Turn It Up" (Paul Oakenfold Remix) - 5:44
3. "Turn It Up" (DJ Dan's Hot 2 Trot Dub) - 8:04
4. "Turn It Up" (DJ Dan's Hot 2 Trot Vocal) - 6:35
5. "Turn It Up" (Peter Rauhofer Does Paris) - 8:13
6. "Turn It Up" (Peter Rauhofer Turns It Up Mix) - 9:23

- iTunes Digital download single

1. "Turn It Up" (Paul Oakenfold Remix Edit) - 4:55
2. "Turn It Up" (DJ Dan's Hot 2 Trot Vocal Edit) - 4:48
3. "Turn It Up" (DJ Dan's Hot 2 Trot Dub Edit) - 4:48
4. "Turn It Up" (Peter Rauhofer Does Paris Edit) - 4:57
5. "Turn It Up" (Peter Rauhofer Turns It Up Edit) - 4:58

- Promotional CD [NOT FOR SALE]

1. "Turn It Up" (Album version) - 3:11
2. "Turn It Up" (Paul Oakenfold Remix) - 5:44
3. "Turn It Up" (Paul Oakenfold Remix Edit) - 4:55
4. "Turn It Up" (DJ Dan's Hot 2 Trot Vocal) - 6:35
5. "Turn It Up" (DJ Dan's Hot 2 Trot Edit) - 3:38
6. "Turn It Up" (DJ Dan's Hot 2 Trot Dub) - 8:04
7. "Turn It Up" (DJ Dan's Hot 2 Trot Mixshow) - 6:03
8. "Turn It Up" (Peter Rauhofer Does Paris) - 8:13
9. "Turn It Up" (Peter Rauhofer Turns It Up Mix) - 9:23

- Promotional Vinyl [NOT FOR SALE]

Side 1
1. "Turn It Up" (Album version) - 3:11

Side 2
1. "Turn It Up" (Peter Rauhofer Does Paris) - 8:13
2. "Turn It Up" (Peter Rauhofer Turns It Up Mix) - 9:23

## Classifiche
| Classifica (2006)                  | Posizione massima |
| ---------------------------------- | ----------------- |
| Polonia                            | 70                |
| U.S. Billboard Hot Dance Club Play | 1                 |